# Aholming
Aholming – miejscowość i gmina w Niemczech, w kraju związkowym Bawaria, w rejencji Dolna Bawaria, w regionie Donau-Wald, w powiecie Deggendorf. Leży około 12 km na południe od Deggendorfu, przy drodze B8 i linii kolejowej Ratyzbona – Wels.

## Dzielnice
W skład gminy wchodzą następujące dzielnice: Aholming, Breitfeld, Garnschwaig, Isarau, Kühmoos, Moosmühle, Neutiefenweg, Penzling, Probstschwaig, Rauchschwaig, Schwarzwöhr, Tabertshausen, Tabertshauserschwaig i Thannet

## Demografia
| Rok  | Liczba mieszk. |
| ---- | -------------- |
| 1970 | 1 853          |
| 1987 | 1 882          |
| 2004 | 2 270          |
| 2005 | 2 363          |
| 2008 | 2 289          |

### Struktura wiekowa
Dane o ludności z 31 grudnia 2008:
| Opis                                | Ogółem | Ogółem | Kobiety | Kobiety | Mężczyźni | Mężczyźni |
| ----------------------------------- | ------ | ------ | ------- | ------- | --------- | --------- |
| Jednostka                           | osób   | %      | osób    | %       | osób      | %         |
| Populacja                           | 2289   | 100    | 1131    | 49,41   | 1158      | 50,59     |
| Wiek przedprodukcyjny (0–17 lat)    | 427    | 18,65  | 202     | 8,82    | 225       | 9,83      |
| Wiek produkcyjny (18–65 lat)        | 1452   | 63,43  | 707     | 30,89   | 745       | 32,55     |
| Wiek poprodukcyjny (powyżej 65 lat) | 410    | 17,91  | 222     | 9,7     | 188       | 8,21      |

## Polityka
Wójtem jest Martin Betzinger, wcześniej urząd ten obejmował Herbert Apfelbeck (CSU). Rada gminy składa się z 14 członków:
| CSU  | FW | Razem |    |
| 2008 | 7  | 7     | 14 |
| 2002 | 7  | 7     | 14 |

## Zabytki
- Kościół pw. św. Szczepana (St. Stephanus)

## Oświata
W gminie znajduje się 75 miejsc przedszkolnych oraz szkoła podstawowa (5 nauczycieli, 107 uczniów).